# Ален Сушон
Ален Сушон (фр. вимова: [alɛ̃ suʃɔ̃]; ім‘я при народженні Ален Едуард Кінаст [alɛ̃ edwaʁ kinas(t)]; 27 травня 1944) — французький співак, автор пісень і актор. Випустив 15 альбомів і зіграв ролі в семи фільмах.

## Профіль

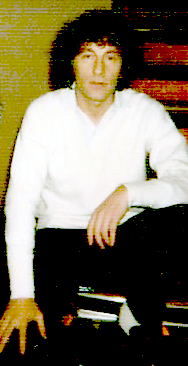
Сушон у 1978 році

Ален Сушон народився в Касабланці, Марокко. Його родина з боку матері є швейцарською, має подвійне французько-швейцарське громадянство. Через пів року після його народження сім'я переїхала до Франції. Коли йому було 15, його батько загинув в аварії. Його мати відправила його до французької середньої школи в Англії, але через проблеми з реєстрацією він вирішив залишитися в Лондоні та працювати. Після повернення до Франції він почав грати на гітарі під впливом англійської та американської музики. У 1970 році він одружився і народив свого першого сина, який продовжував грати в кабаре та барах на Рів Гош у Парижі. 
Сушон підписав свій перший контракт у 1971 році з лейблом Pathe-Marconi, але не мав успіху. Боб Соке, художній керівник RCA, заохотив його виконати його пісню «L'amour 1830» на конкурсі Rose D'Or of Antibes. Потім Сушон почав співпрацювати з композитором/аранжувальником Лораном Вульзі (нар. 1948); вони писали б разом, але кожен випускав альбоми під своїм іменем. Першим хітом Сушона стала «J'ai 10 ans» (1974) з однойменного альбому. 
Він продовжував випускати альбоми та в 1978 році написав тему для фільму Франсуа Трюффо «Кохання в бігу» (L'amour en fuite) 1979 року. У цей час народився його другий син. У 1980 році його запросили виступити в Олімпія. Він також розпочав свою акторську кар'єру, особливо знявшись у фільмі L'été Meurtrier 1983 року. Після альбому «On avance» він залишив RCA і підписав контракт з Virgin Records у віці 40 років. У 1989 році "La beauté de Ava Gardner" була визнана найкращою назвою року за версією Victoires de la Musique. 

## Нагороди
- 1986: Музичне відео року (La Ballade de Jim), режисер Філіп Бенсусан
- 1986: пісня року (Belle-Île-en-Mer)
- 1990: пісня року (Quand j'serai KO)
- 1991: Альбом року (нікель)
- 1994: Художник року
- 1994: Пісня року (Foule sentimentale)
- 1996: Альбом року (Défoule sentimentale)